# 세상의 눈
세상의 눈은 대한민국에서 월~금 오전 9시~10시 20분에 텔레비전으로 방송하는 MBN의 평일 오전 시간대 뉴스 및 보도 프로그램이다.

## 동시간대 경쟁 프로그램
- TV조선 뉴스 9 (TV조선)